# Afganistan
|  | «Emirat Islàmic de l'Afganistan» redirigeix aquí. Vegeu-ne altres significats a «Emirat Islàmic de l'Afganistan (desambiguació)». |

L'Afganistan (en persa, أَفْغَانِسْتَان [Afghā̄nestā̄n], en paixtu, أَفْغَانِسْتَان [Afghā̄nistān]), oficialment l'Emirat Islàmic de l'Afganistan, és un estat sense litoral situat a la cruïlla de l'Àsia central i de l'Àsia meridional, a l'altiplà iranià, a la zona de transició entre l'Himàlaia i les regions de la mar Càspia. Limita al nord amb el Turkmenistan, l'Uzbekistan i el Tadjikistan, al nord-est amb la Xina, a l'est i al sud amb el Pakistan (inclosa una curta frontera amb Gilgit-Baltistan controlat pel Pakistan, un territori reclamat per l'Índia), i a l'oest amb l'Iran. La seva capital és Kabul. També són ciutats importants (més de 150.000 habitants): Kandahar, Mazar-e Xarif, Herat i Jalalabad. L'any 2008 era un dels països més pobres del món. Actualment, el control de facto sobre el país és a mans dels talibans que, després de l'ofensiva de 2021 amb la retirada de les tropes de l'OTAN del país, va declarar un Emirat Islàmic. El fins llavors president de la República islàmica, Ashraf Ghani, va fugir a l'exili durant l'ofensiva, deixant tot el control sota mans talibanes.

## Història

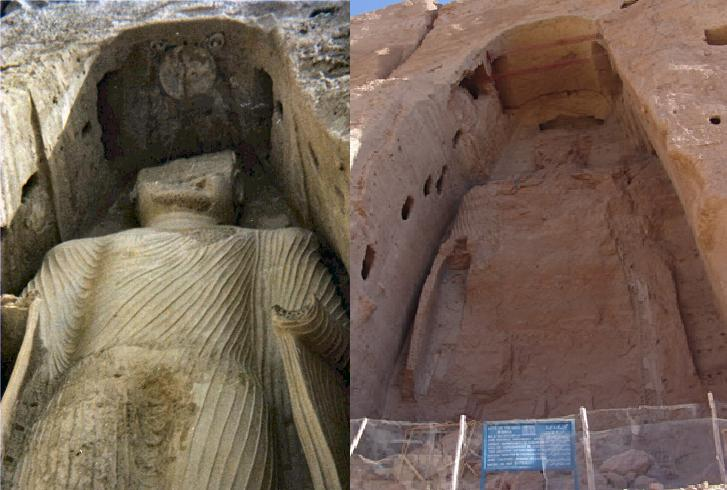
Estàtua de Buda a Bāmīān abans i després de la seua destrucció pels talibans el 21 de març de 2001.

Durant l'antiguitat, el territori de l'actual Afganistan formà part de l'imperi Persa aquemènida (500-330 aC), que es constituí en diverses satrapies (Bactriana, Drangiana, Aracòsia i Aria). Entre el 330 aC i el 327 aC Alexandre el Gran establí, per conquesta, la part oriental de seu l'imperi en aquesta regió. Aquest territoris pertanyeren posteriorment al regne selèucida, al regne grec de Bactriana, i en part, a l'imperi indi d'Asoka, als escites ósaka, al regne Kuixan, als perses sassànides, als huns kidarites i heftalites, i tornà a estar sota el domini sassànida fins a la conquesta aràbiga (Herat fou conquerida pels àrabs l'any 651). La incorporació a l'islam, però, fou lenta i tardana. Es produí des de Sistan, a Ghazni i Kabul. L'Afganistan, al costat del Panjab, va constituir el centre de l'Estat iranoislàmic entre 997-1187. Es construïren importants mesquites i palaus fortificats. Sota la dinastia gaznèvida, els gúrides (al voltant del 1200), la dinastia dels Kart (època mongola, segles xiii i xiv) i la cort de Husayn Bayqara (1469-1506).

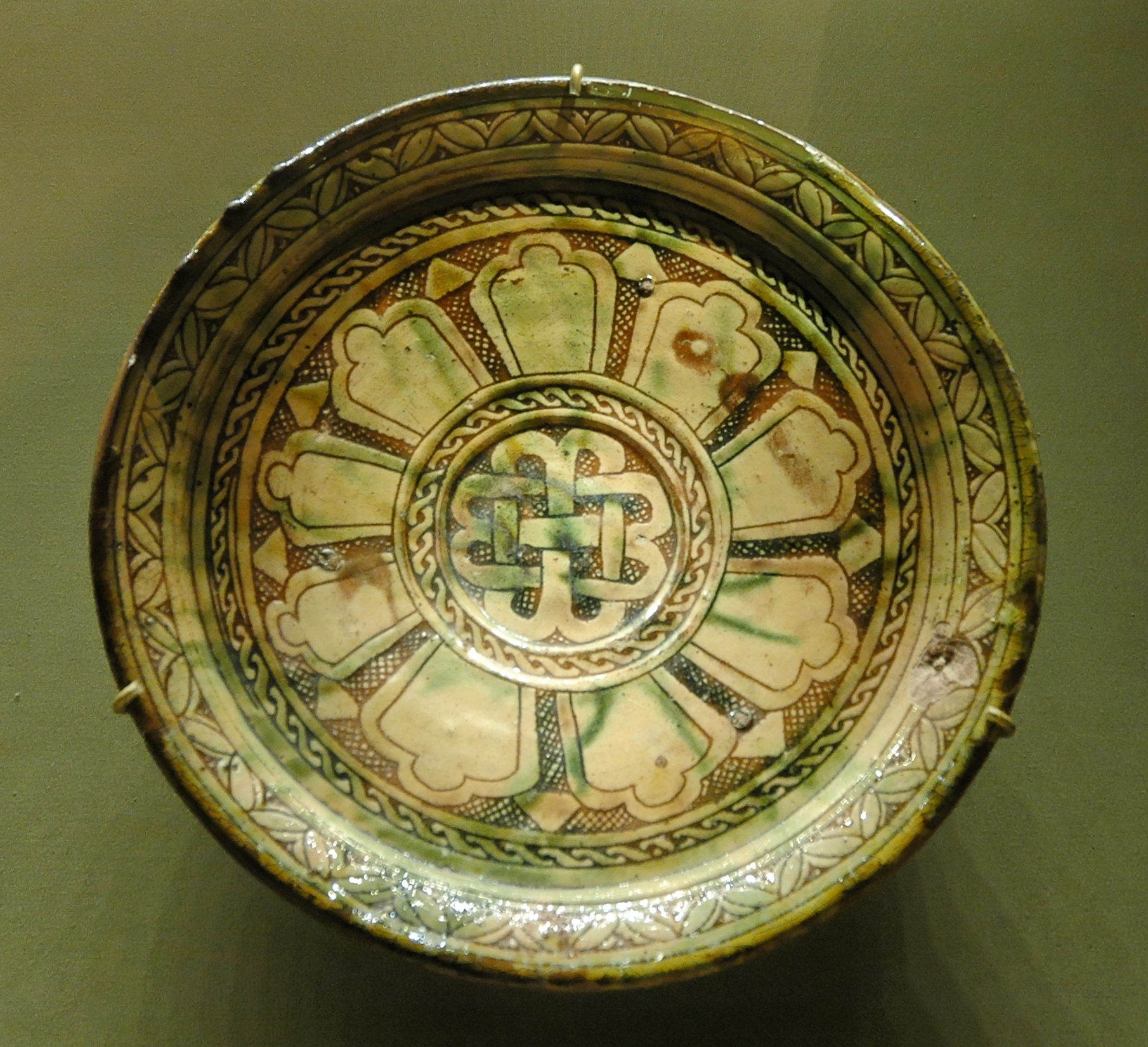
Plat de fang amb esmalt transparent trobat a la vall de Bāmīān (circa segles -)

Sota els safàvides, a partir de 1502, el país adoptà el xiisme, mentre una gran majoria de població es mantenia sunnita. La ruptura amb Pèrsia es feia evident. En els segles xvi i xvii, l'Afganistan fou dividit entre l'imperi mogol i Pèrsia. L'afganès Nadir (1736-47), després de la derrota dels safàvides, annexionà Pèrsia, unió que perdurà fins al seu assassinat. El 1747 Ahmad Shah Durrani fou escollit emir, i fins al moment de la seva mort l'any 1773 va dominar el Panjab i Delhi, territoris que els seus successors no van poder mantenir. L'Afganistan, però, es mantingué com Estat i, de fet, el seu nom prové d'aquesta època.
Les tensions anglorusses fan presència a la zona al tombant del segle xix, i a partir del 1837 s'inicià la influència britànica sobre el país. Finalment, Rússia i Anglaterra garantiren la independència de l'Afganistan l'any 1907, fet que no es va consolidar fins al 19 d'agost del 1919, un cop acabada la Tercera Guerra Angloafganesa. El país va ser neutral durant la Segona guerra mundial, i l'any 1946 es va establir, al llarg del riu Amudarià, la frontera amb la Unió Soviètica. L'intent de crear un Pakhtunistan (unió de les poblacions de llengua paitxu de l'est de l'Afganistan i les de l'oest del Pakistan) va portar a la ruptura diplomàtica entre els dos països (1961-1963).
L'any 1973, un cop d'Estat posà fi a la monarquia: Sardar Muhammad Daud Khan proclamà la República i va assumir el govern. L'any 1978, un nou cop d'Estat, l'anomenada Revolució de Saur, va dur al poder Abdbul Qadir. El mateix any, Nur Muhammad Taraki, d'ideologia comunista, fou nomenat cap d'Estat per part del consell revolucionari de les forces armades i va augmentar la dependència del país envers l'URSS. Aquest fet li va suposar una confrontació oberta amb les guerrilles nacionalistes tradicionals (i doncs islàmiques), els mujahidins. El 1979, Hafizulla Amin (de la facció Khalq i primer ministre) enderrocà Taraki. La Unió Soviètica decidí intervenir per a donar suport al govern, eliminà Amin i afavorí Babrak Karmal, de la facció Parcham. La presència soviètica va fer que s'intensifiqués la lluita entre el govern i la guerrilla musulmana, i va fer exiliar molta població al Pakistan. El 1986 Karmal fou substituït per Muhammad Najibullah. L'any 1988, el desgast dels soviètics va propiciar els acords de Ginebra entre l'Afganistan, el Pakistan i l'URSS, en els quals es va determinar que les tropes soviètiques es retiressin del país.
Després de l'expulsió dels soviètics la guerra civil va reprendre entre els partidaris de Burhanuddin Rabbani (el president) i Ahmad Shah Massud, (ministre de defensa) i les faccions fidels a Gulbuddin Hekmatiar (ocasionalment ajudat per les guerrilles del comandant Dostam). Els intents de pau negociada per part de l'ONU varen fracassar. Finalment, un tercer grup format per islamistes radicals sunnites, els taliban, dominaren dues parts del país i l'any 1996 conqueriren la capital. L'Afganistan fou sotmès a partir de llavors a una interpretació extrema de la xara, que deixava a les dones un estatus denigrant i castigava tota dissidència amb pràctiques brutals.
Després dels atemptats de l'11 de setembre de 2001, l'Afganistan fou acusat de donar refugi a Osama bin Laden, cap de la xarxa terrorista fonamentalista islàmica al-Qaida, i suposat autor dels atemptats. El desembre del 2001, les Nacions Unides autoritzaren la creació d'una coalició internacional, liderada pels nord-americans, que enderrocà el règim talibà i intentà instaurar un govern democràtic. S'iniciaren converses, sota la tutela de l'ONU, amb líders de diferents ètnies per a configurar el futur polític del país. S'anomenà al paixtu Hamed Karzai com a cap del govern provisional i es determinaren eleccions per a l'any 2004. Els talibans es convertiren en guerrilla antigovernamental dirigida pel mul·là Omar.

El gener del 2004 s'aprovà una constitució que defineix el país com una república islàmica que retorna la igualtat de drets a les dones i defensa el respecte a les minories religioses. El resultat de les eleccions donaren la victòria a Karzai, amb un 55,4% dels vots (recompte repetit diverses vegades per descomptat frau). El retorn dels refugiats del règim talibà, sobretot del Pakistan, i la desastrosa situació econòmica del país van afavorir el cultiu de l'opi i el narcotràfic, que durant el període dels talibans havia estat prohibit. La seva situació estratègica s'ha vist reforçada per la signatura d'un acord entre el Pakistan, l'Afganistan i el Turkmenistan l'any 2002 per a la construcció d'un oleoducte que recorreria aquests tres països. El 2008, però, ni els esforços de la força multinacional ni les tímides accions del govern de Karzai han aconseguit estabilitzar el país, sotmès des del mateix moment de la conquesta a una situació de guerra constant. Seguint el final de la retirada de les tropes dels Estats Units del país a inicis de 2021, els talibans van prendre la iniciativa i van iniciar una gran ofensiva que va culminar el 15 d'agost de 2021 amb la rendició de Kabul (així com totes les grans ciutats) als militants, la fugida del president Ashraf Ghani i la declaració per part del talibans del final de la guerra i el restabliment de l'Emirat Islàmic de l'Afganistan, tot i que encara queden zones controlades per forces governamentals.

## Geografia

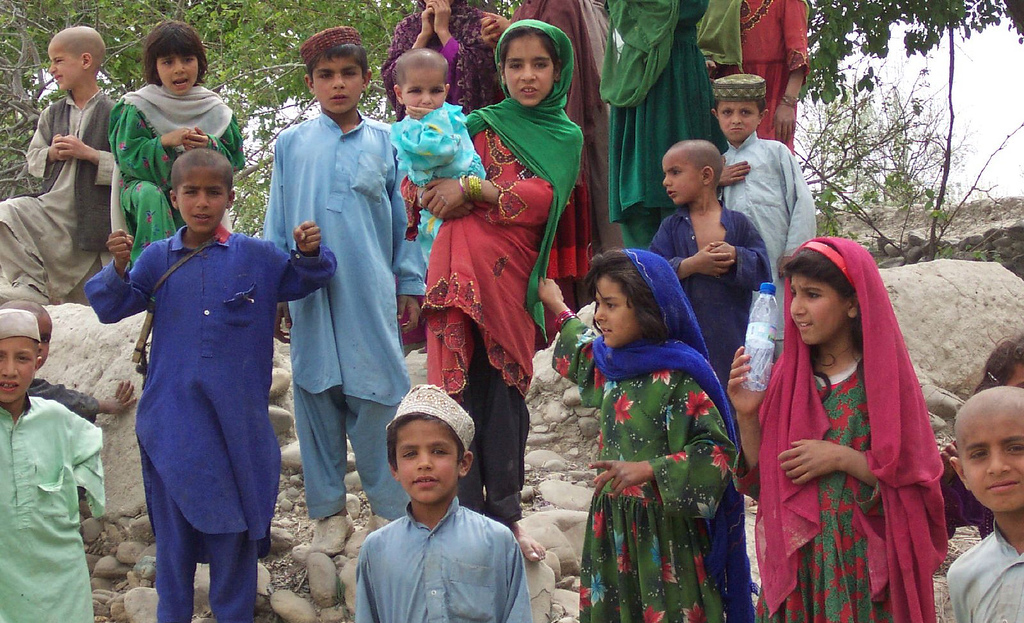
Nens a un poble de l'Afganistan

### Orografia
Al nord, la depressió estepària del Turquestan Afganès rep el riu Amudarià (500 km), que forma frontera amb el Turkmenistan, l'Uzbekistan i el Tadjikistan. A l'est del Firuz Kuh, cap al Pakistan, les muntanyes Sulaiman Ke Pahad van de nord a sud i formen una barrera que impedeix les influències monsòniques. Al nord-est, la gran serralada de l'Hindu Kush s'uneix a l'altiplà del Pamir per la regió de Badakhxan. A l'oest de la conca del riu Kabul, la serralada perd alçada i es divideix en diverses serres que arriben fins a l'Iran. Al sud i a l'oest de la vall del Helmand, hi ha el Dast-e Margo, el Sistan i, a l'est, deserts de sorra tòrrida.
La majoria dels rius (Amudarià, Morgab, Harirud, Helmand, Arghandab) pateixen fortes crescudes a la primavera mentre que poden esdevenir molt minsos a l'estació seca. Són poc profunds i no són navegables però s'aprofiten per a la producció d'energia elèctrica (centrals hidroelèctriques de Pol-e Homri, Sarobi, Naghloo i Mahipar).

### Clima
En general l'Afganistan presenta un clima continental accentuat, amb hiverns freds i estius càlids, si bé les temperatures varien considerablement segons l'altitud. Els vents colpegen el país, sobretot un vent violent que bufa de juny a setembre, entre Herat i Sistan. Plou poc i les pluges cauen entre octubre i abril. L'estiu és sec arreu. El sud i l'est poden rebre a l'agost alguns ruixats d'influència monsònica provinents de l'Índia. Per sobre dels 3700 m, dominen les neus eternes.

### Divisions administratives
L'Afganistan es divideix en 34 províncies: Badahsan, Badgis, Baghlan, Balkh, Bamian, Daikondi, Farah, Faryab, Ghazni, Ghowr, Helmand, Herat, Jowzjan, Kabul, Kandahar, Kāpīsā, Hawst, Kunar, Qonduz, Laghman, Logar, Nangarhar, Nimruz, Nuristan, Oruzgan, Paktia, Paktika, Panjshir, Parvan, Samangan, Sar-e Pul, Takhar, Vardak i Zabol.
La capital de l'estat és Kabul, amb una població de 2.998.351 d'habitants l'any 2012. Altres ciutats importants són Kandahar (368.099 habitants), Mazar-e Xarif (267.147), Herat (308.203), Jalalabad (151.010), o Kunduz (124.567), totes elles famoses per llurs nombroses mesquites, antics palaus i altres restes arquitectòniques. Tanmateix, aquestes ciutats, igual que altres molts indrets del país, van patir greus danys durant els diferents conflictes bèl·lics esdevinguts darrerament.

## Població

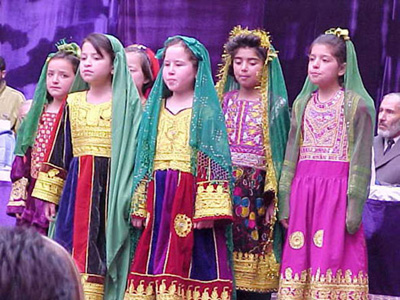
Nenes afganeses abillades amb vestits tradicionals celebrant el Dia Internacional de la Dona el 8 de març de 2002.

L'Afganistan és un país poc poblat i bàsicament rural (78,1% de la població). Prop d'un 20% dels habitants són nòmades. Només Kabul supera el milió d'habitants. L'alta taxa de natalitat compensa la forta taxa de mortalitat produïda principalment pels efectes de la guerra.

### Ètnies i idiomes
Presenta una gran diversitat ètnica d'influència àrab, turca i índia resultant de la seva situació com a cruïlla de les migracions entre l'Orient i l'Occident. L'orografia ajuda a mantenir l'heterogeneïtat ètnica i cultural. L'ètnia demogràficament més important, que és també la domina políticament, és la dels paixtus (prop d'un 50% de la població). Presenten una organització de tipus clànic i amb força presència del nomadisme. Els tadjiks (22%), són agricultors sedentaris i comerciants a les ciutats; parlen dialectes perses. La població d'origen mongòlic (un 12%) parla persa arcaic i habita principalment a l'Hindu Kush occidental; un 10% de la població és d'origen turc (turcmans, uzbeks i, al corredor de Vakhan, kirguisos). La resta són minories ètniques d'origen divers. Les llengües oficials són el paixtu i el persa.

## Economia

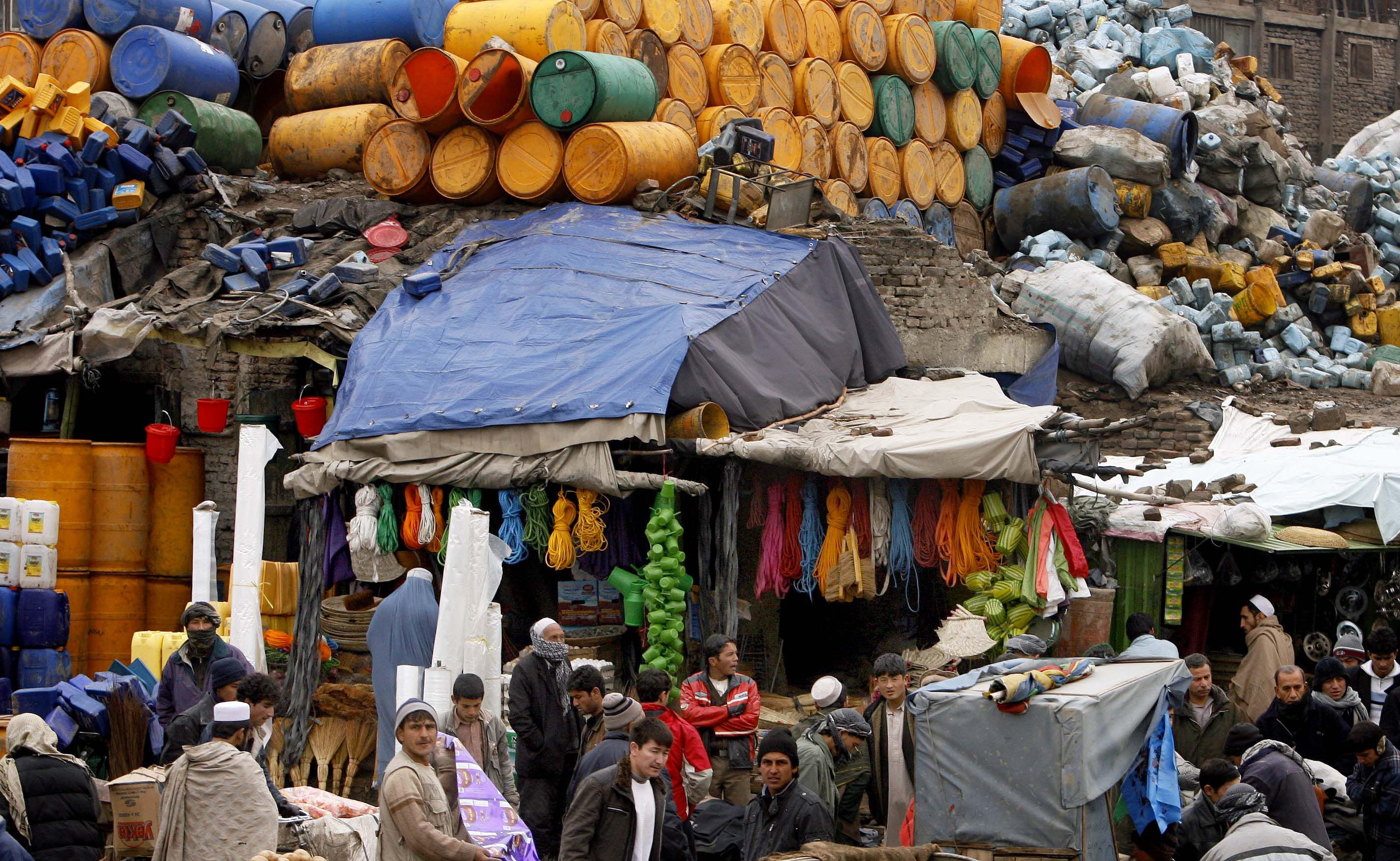
Mercat a l'aire lliure

El país ha patit un estat de guerra crònic des del 1979. El seu isolament durant el règim dels talibans (1994-2001) va provocar la destrucció de les infraestructures i una situació econòmica ruïnosa. Se sol subdividir en quatre regions en l'àmbit econòmic: el Turquestan afganès, Herat, Kandahar i Kabul: 
- El Turquestan afganès (Mazar-e Xarif) és una regió estepària, ramadera i agrícola (cotó, fruita, blat). El subsòl conté petroli i sobretot gas natural, que havia estat transportat per gasoducte a l'Àsia central, seguint el riu fronterer Amudarià.
- La regió de Herat (Khorasan afganès) és una regió desèrtica, amb valls de rius intermitents que originen frondosos oasis (cotó, cereals, fruita). És habitual el comerç amb el Turkmenistan i el Khorasan iranià.
- La regió de Kandahar (Sistan afganès i el desert de Rigestan) està conformada per llargs oasis (cereals, cotó, sèsam) a les valls del Helmand i l'Arghandab. Les rutes, però, s'orienten a mar oberta des de la vall de Kābul cap al port de Karāchi, al Pakistan, utilitzat per l'Afganistan fins al 1979.
- La regió de Kabul, que comprèn, a més del Pathanistan afganès, les regions muntanyenques de l'Hindu Kush (Nuristan, Badakhxan, etc.), és una regió de cereals, hortalisses i fruita, i de bosc a l'Hindu Kush, amb mines de coure i de ferro.

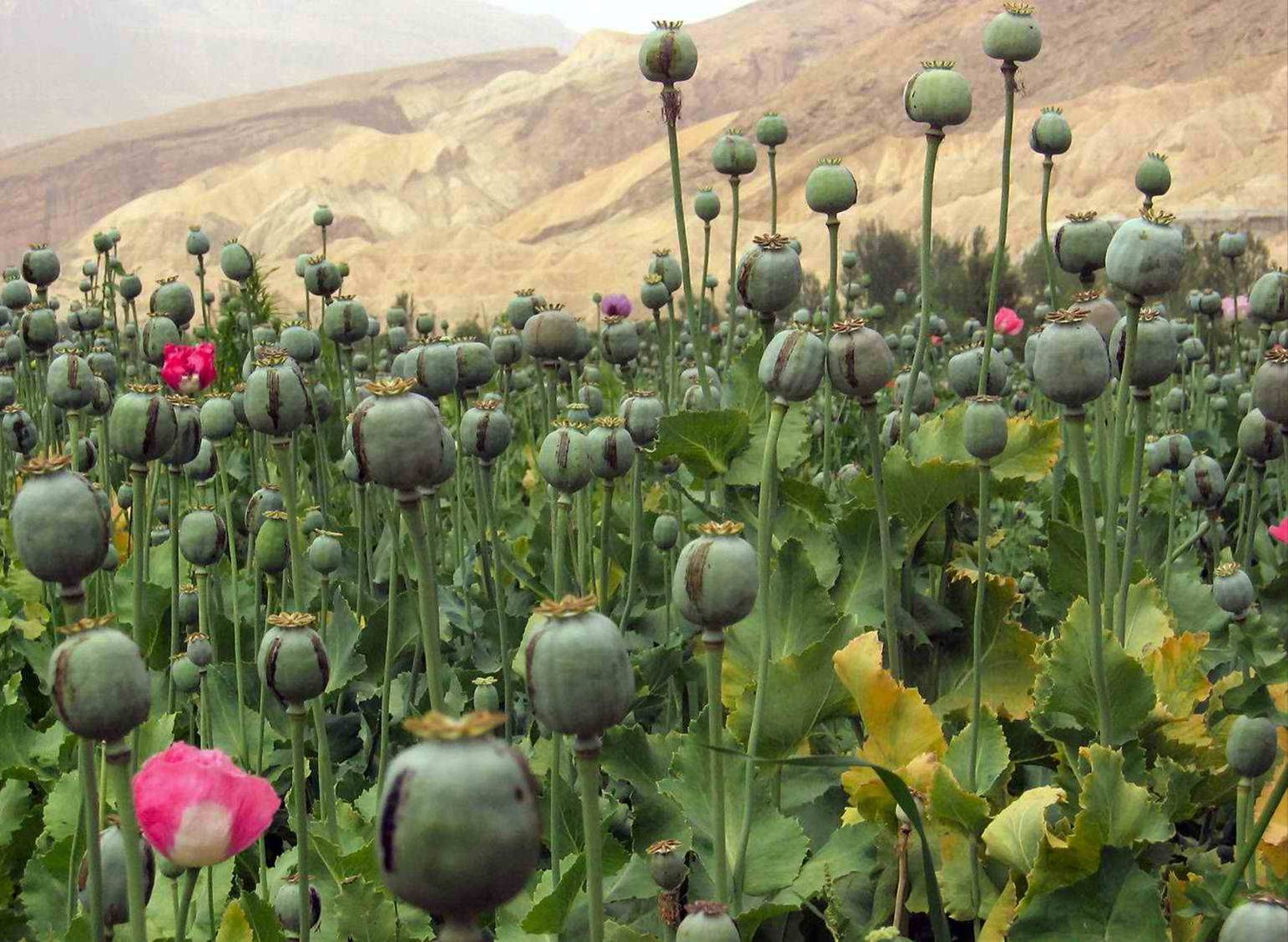
Camp de cascall (Papaver somniferum somniferum) a l'Afganistan

L'agricultura és el sector més important de l'economia, i el 1990 aportava prop del 59% del PIB i ocupava més del 60% de la població activa. La irrigació i el tipus de sòl permeten cultius temperats i subtropicals (blat i, a gran distància, blat de moro, ordi, vinyes, lli, sèsam i mill, i al Turquestan, cotó i bleda-rave). Les eines i les tècniques són rudimentàries.
La ramaderia és molt important malgrat que és un sector que ha quedat força afectat per la guerra. El 1999 hi havia uns 14 milions d'ovelles. L'Afganistan té importants reserves de carbó, sal, crom, mineral de ferro, argent, or, fluorita, urani, coure i lapislàtzuli, encara que les dificultats d'accés i de transport han fet disminuir fortament la producció. A pesar que disposa d'importants reserves de petroli i de gas natural i d'un gran potencial hidroelèctric, la major part de l'energia té el seu origen en el petroli importat de l'Iran i del Turkmenistan.
La indústria va iniciar el seu desenvolupament després de la Primera Guerra Mundial. La primera planta elèctrica fou construïda el 1932 i l'Estat, a través del Banc Nacional i l'ajut d'alguns països (Alemanya i l'URSS), va finançar noves indústries: cotó (Pol-e Homri, Gulbahar), llana (Kandahar) i seda artificial (Kabul), sucre (Baghlan), fàbriques de ciment (Jabal-us Saraj, Pol-e Homri) i olis vegetals. La indústria menestral (catifes, llana, pells) és la que s'ha adaptat millor a la situació de guerra crònica.
El ferrocarril és quasi inexistent. La xarxa de carreteres (uns 20.000 km), sovint sense asfaltar, és impracticable durant l'hivern en nombrosos indrets. La carretera més important és la ruta circular de Kabul, Hindu Kuix, Mazar-e Xarif, Herat, Kandahar, Ghazni, Kabul. Hi ha aeroports internacionals a Kabul i a Kandahar.
El dèficit del comerç exterior és compensat pel de tràfic de drogues (opi, del qual controlen un 95% de la producció mundial), que és destinat majoritàriament a comprar armament. Les exportacions de l'Afganistan es basen en els fruits secs, catifes, cuir, flassades, llana i cotó. Després de l'enderrocament del règim talibà (2001), la recuperació econòmica de l'Afganistan depèn de la fràgil estabilitat política del nou govern provisional, el retorn massiu de refugiats (més de 2 milions), de l'ajuda exterior i l'eliminació del tràfic delictiu. El 1998 la renda per habitant de l'Afganistan s'estimava en uns 280 $, una de les més baixes del món.

## Medi ambient

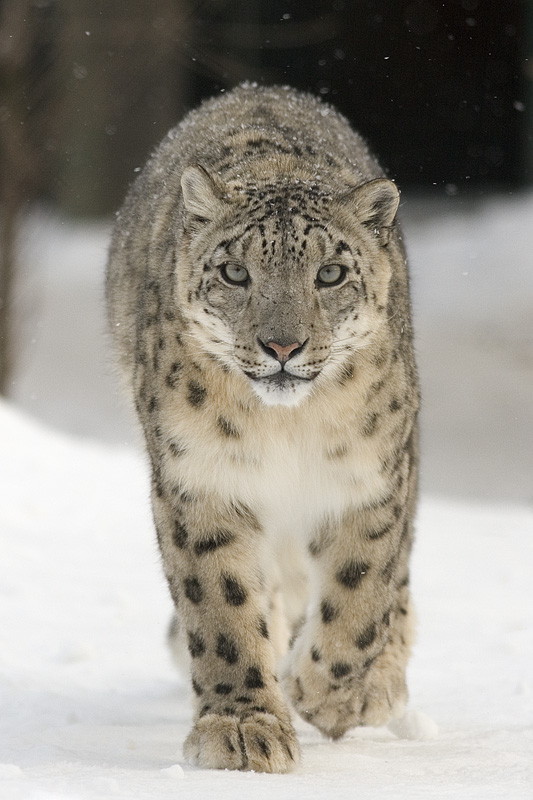
Pantera de les neus (Uncia uncia)

### Flora
Les plantes s'assemblen a les del Tibet i l'Himàlaia, així com a les de les planes i deserts de l'Orient Mitjà. Els boscos de cedres, pins i altres coníferes proliferen entre 1.800 i 3.700 m d'altitud i, a conseqüència de la tala excessiva, només ocupaven l'any 2005 un 1,3% de la superfície del país. En les altituds inferiors creixen arbusts i arbres com l'avellaner (Corylus avellana), el festuc (Pistacia vera), el freixe i el ginebre. Per sota dels 900 m la vegetació és estepària: bastant escassa i composta sobretot d'herbes i d'alguns arbusts.
Els principals productes del bosc són resines, pinyons, fusta i llenya.

### Fauna
La fauna, segons la zona, és similar a la que habita l'Índia, l'Orient Mitjà i Europa. Els animals autòctons són l'ovella de muntanya, l'os, l'íbex, la gasela, el llop, el xacal, el gat salvatge, l'eriçó i la guineu. Entre els animals domèstics hi destaquen el bestiar boví, l'oví i el cabrum, a més de rucs, cavalls, muls i el llebrer afganès. La raça d'ovelles karakul hi és famosa per la seua pell. També hi abunden el dromedari i el camell bactrià.

### Amenaces mediambientals
L'Afganistan és un dels països més pobres del món i les diferents guerres que ha patit han tingut la seua repercussió en el medi ambient. Un informe de la Conferència de les Nacions Unides sobre Medi Ambient i Desenvolupament (UNCED) va reconèixer els problemes socioeconòmics (com ara la pobresa i la salut) i els mediambientals com els principals del país.
A l'Afganistan és freqüent el pasturatge excessiu i l'erosió dels sòls, cosa que ha provocat que una tercera part de la terra abans cultivable estigui abandonada. A més, la desertització s'ha estès per bona part del territori i el procés de desforestació s'ha accelerat, ja que els ciutadans necessitaven fusta per poder escalfar-se i cuinar. També, i a causa de l'escassetat d'aliments, s'ha sacrificat la fauna salvatge d'algunes regions. Les guerres i la pobresa extrema hi han reduït la biodiversitat: segons alguns estudis, hi ha prop de 100 espècies de mamífers en perill d'extinció (incloent-hi la Pantera de les neus -Uncia uncia-, la saiga d'estepa i el cérvol bactrià) i 380 espècies d'ocells (de les quals gairebé 200 es reprodueixen en aquest país).
A la dècada de 1970, l'Afganistan va rebre ajut internacional de l'ONU i del Fons Mundial per la Natura per dur a terme una avaluació mediambiental i posar en marxa un pla de conservació. Fins a 1991, dues zones destinades a la fauna i la flora salvatges i un parc nacional seguien estant reconeguts com a zones protegides, tot i que, en realitat, no rebien pràcticament cap mena de protecció. Des de llavors i fins al 2005, la despreocupació pels problemes mediambientals ha estat considerable per part de les autoritats estatals i internacionals. Tot i així, l'Afganistan ha signat acords internacionals sobre espècies en perill d'extinció, canvis mediambientals, abocament de residus al mar i prohibició de realitzar assajos nuclears.

## Religió
L'islam n'és la religió oficial i majoritària amb un 75% de sunnites i un 24% de xiïtes, i té Mazar-e Xarif com el principal centre de pelegrinatge del país. Hi ha minories hindús, sikhs, parsis i jueves escampades per les ciutats.

### L'islam popular

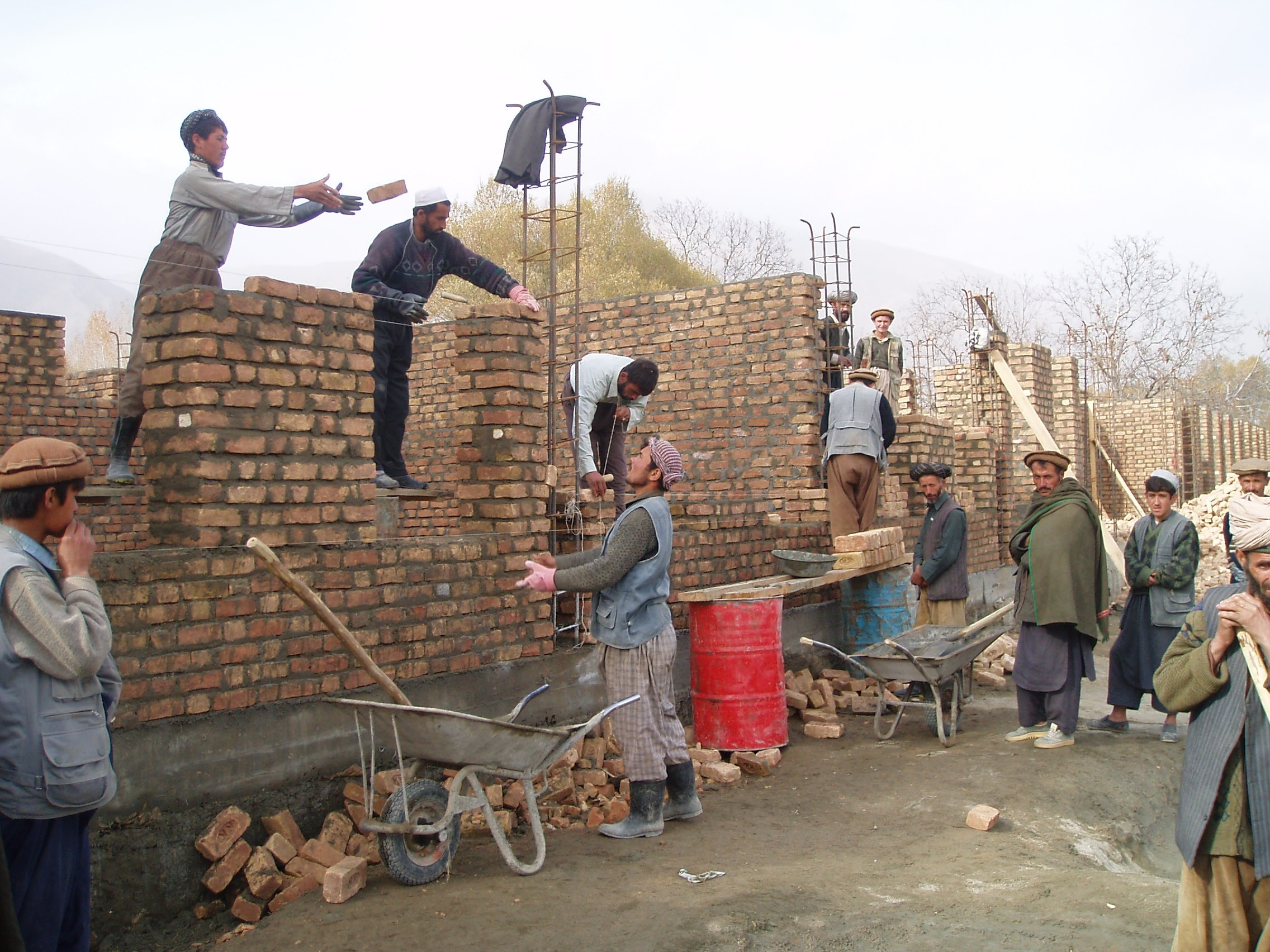
Paletes afganesos construint una escola l'any 2005.

L'Afganistan és una nació de majoria musulmana i l'Islam impregna la vida afganesa, proporcionant un sistema de normes i bases per a la moral social. El terme Islam popular fa referència a la forma en què la religió estructura la vida quotidiana, es relaciona amb l'idioma, fa significatives les experiències i augmenta la identitat cultural; no denota variacions locals de la doctrina islàmica i en seu origen es podria remuntar a creences i costums pre-islàmics. En aquest sentit, aquesta categoria no es defineix en contraposició a la religió com s'entén o es practica pels ulemes o els islamistes, sinó que és un denominador comú de tots els grups de la societat.
L'Islam popular inclou una comprensió universal de l'Islam com un sistema que imposa el bé i una creença en què l'obediència a una sèrie de normes específiques garanteix justícia econòmica i social. L'islam popular afganès també inclou un Islam del poble, presidit pel mul·là, mestre religiós que té el monopoli de les activitats religioses del poble, tals com la circumcisió, el matrimoni i l'enterrament.

### L'islam en el context tribal
Si bé l'Islam uneix pràcticament tota la població afganesa, la societat està dividida en ètnies i línies tribals. El major grup ètnic, els paixtus, és també un grup tribal. Les tribus segueixen una estructura d'ascendència patrilineal i el teòric avantpassat de tots els paixtus és Qays, el qual, segons es diu, va rebre l'Islam directament del profeta Mahoma. Efectivament, els paixtus neguen tenir qualsevol passat pre-islàmic o haver tingut algun avantpassat que s'hagués convertit a l'islamisme (perquè això significaria que no era musulmà). Així doncs, ser musulmà és inextricable del seu patrimoni tribal.
Arribats a aquest punt, què és islàmic i què és una superposició tribal? La defensa de les formes tribals, per exemple, es relaciona fàcilment amb la defensa de la fe, tal com es va demostrar a la Primera Guerra Anglo-Afganesa (1839 – 1842) i la jihād contra els soviètics a partir de la intervenció militar d'aquests a l'Afganistan en 1979. No obstant això, és clar que existeixen conflictes entre els codis tribals, per exemple, i la llei islàmica. Aquests conflictes són els que condueixen al mul·là al seu rol autoritari, aclarint què diu l'Alcorà, però també a la seva interpretació legal, tal com es conté en el fiqh.

### L'islam textual dels ulemes

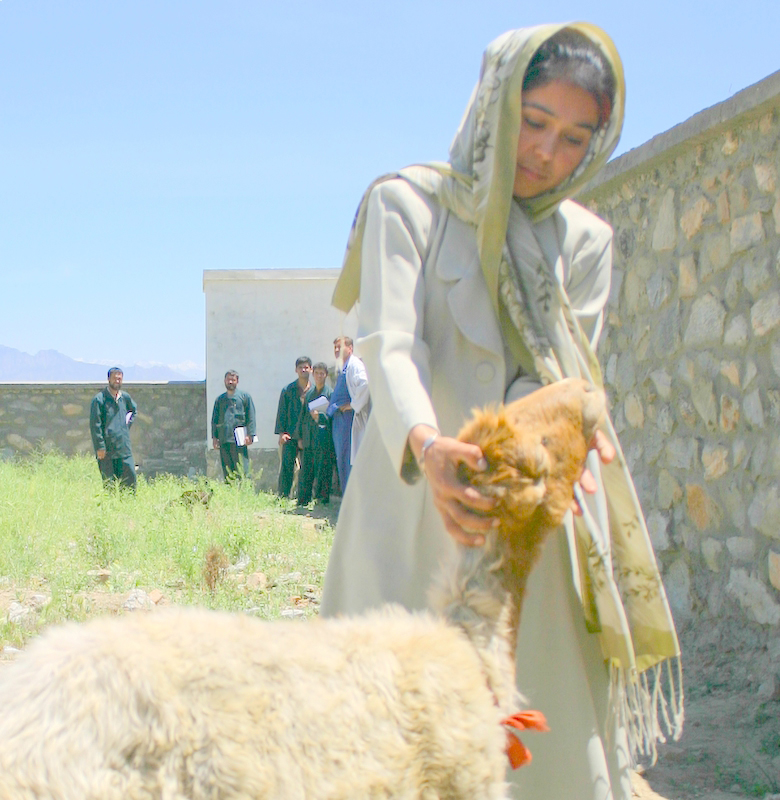
Fareba Miriam (la primera dona afganesa matriculada en un programa de formació veterinària patrocinat per USAID) examinant una ovella.

A l'Afganistan, així com en altres països del món musulmà, els ulemes operen dins d'una tradició de comentaris escolàstics i es defineixen per la seva educació, no per la pertinença a alguna institució oficial. El fiqh és l'òrgan d'aplicació de la llei islàmica o Xara a la societat a partir dels comentaris desenvolupats a través de mil anys pels mestres religiosos, els ulemes, que llegeixen i interpreten la Xara a partir d'un conjunt particular de normes. Les fonts fonamentals de l'Islam són l'Alcorà i la Sunna, la normativa pràctica del Profeta, però pels ulemes aquests texts no són significatius sense comentaris ni intèrprets. Així doncs, l'Islam textual dels ulemes també inclou el contingut del fiqh. A l'Afganistan, tots els musulmans sunnites s'adhereixen a l'escola jurídica hanefita, una de les quatre escoles de jurisprudència o fiqh dins de l'Islam sunnita.
Els ulemes conceben que la societat ha d'estar governada i regida per la llei que deriva del text sagrat. Històricament, els ulemes, que pretenen regular la societat en un sistema legal islàmic on el desenvolupament i la interpretació de la llei no depengui de l'Estat, es preocupen essencialment de la legalitat i la jurídica, i no de la política. No obstant això, atès que l'Estat agafa funcions que abans estaven reservades a les institucions religioses, els ulemes ho contraresten fent escoltar la seva veu en l'esfera política.

### Sufisme
Generalment s'entén el sufisme com una forma mística de l'Islam que distingeix entre la revelació exotèrica i esotèrica. Els sufís busquen una revelació esotèrica, un ascens a la veritat (ḥaqīqa) per experimentar una iniciació espiritual a través d'un mestre espiritual. Usualment, el mestre espiritual és anomenat xeic o pir i l'aprenent o pupil, murid. El pupil segueix un camí espiritual (ṭarīqa) per descobrir el coneixement intuïtiu de la divinitat.
Les ordes sufís no prescriuen cap programa polític, sinó que normalment eviten allò mundà. La postura anti-materialista i les pràctiques meditatives de les ordes sufís evidencien que els sufís poden ser ascètics i solitaris. Moltes pràctiques sufís, com la total submissió a un pir, el record d'Al·là (ḏikr) en cercles rituals i les formes panteistes del culte sant, no s'ajusten a les opinions ortodoxes representades pels intel·lectuals ulemes. Aquests han vacil·lat històricament entre resistir i tolerar aquestes pràctiques devotes de la pietat popular; la tolerància del sufisme fins i tot s'ha estès a la inclusió de cert nombre de pirs a les seves files.
Les tres ordes sufís predominants a l'Afganistan són els Naqxbandi (an-Naqxbandīya), els Qadiri (al-Qādirīya) i els Txeixti (al-Čixtīya). La dita caracterització dels sufís està confrontada a l'Afganistan amb una forma de sufisme que no amenaça l'Islam textual dels ulemes, fruit del moviment reformista d'Aḥmad Sirhindi, i, a pesar de l'associació comú de pràctiques poc ortodoxes amb el sufisme, molts ulemes afganesos també estan adherits a un orde sufí i reverenciats com a pirs, especialment al nord del país. Aquest pir-ulema practica una forma de sufisme que no rivalitza amb la religió formal, sinó que proporciona una major dimensió espiritual per l'ulema que respecta principalment la Xara. Els Naqxbandi, l'orde dominant, usualment s'associa amb aquest sufisme més ortodox, però també hi ha algunes germandats Txeixti i Qadiri que practiquen el sufisme d'una manera similar.
El morabitisme és una variació del sufisme a l'Afganistan que implica una fidelitat col·lectiva d'un clan o tribu a una família d'homes sants. Un deixeble té una relació individual escassa amb el pir; llavors, més aviat es produeix una veneració supersticiosa que una relació propera entre el mestre i el pupil. Per exemple, el deixeble només fa una peregrinació anual al seu mestre. El pir no és un ulema i el sufisme morabit pot ser considerat una mica anticlerical. Aquest tipus de sufisme és més preeminent al sud i sovint s'associa amb l'orde Qadiri.

### El fonamentalisme reformista

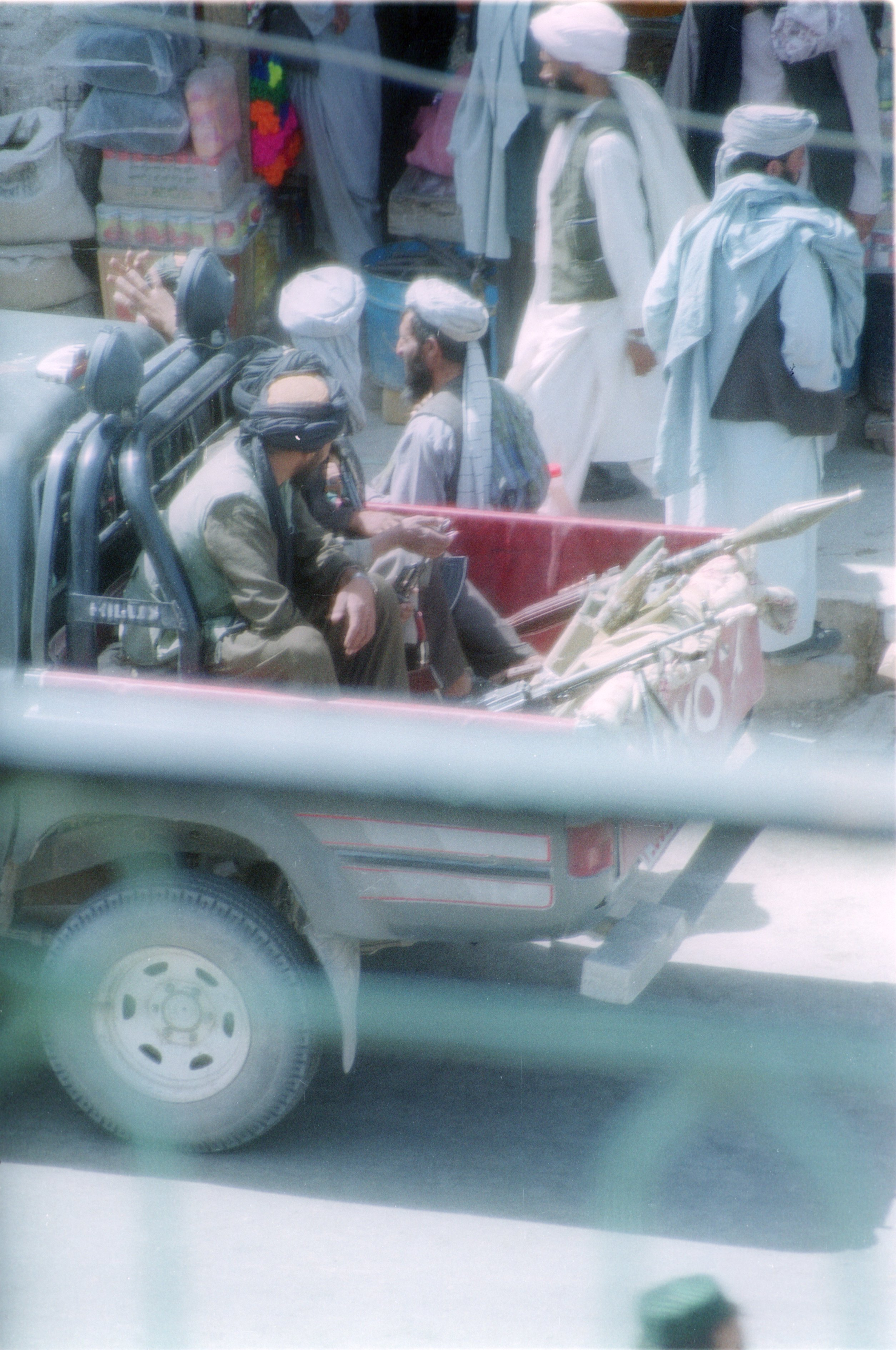
Talibans

El fonamentalisme implica un retorn als inicis, als primers conceptes, havent-se definit tres variants: el fonamentalisme de les madrasses, el dels ulemes i el dels islamistes. La variant de la madrassa opta pel retorn a l'estudi de l'Alcorà i de la Sunna, la base de l'Islam, sense fer referència a les quatre escoles de fiqh (hanefita, malikita, hanbalita i xafeïta). La variant fonamentalista dels ulemes exposa un retorn a la llei religiosa i inclou l'estudi dels comentaris del fiqh així com dels textos sagrats. Aquest regrés implica tant l'estudi com l'aplicació de la Xara. En últim lloc, la variant islamista proposa un retorn a les pràctiques de la primera comunitat musulmana; advocant per un Estat islàmic, els islamistes tracten de reconstruir la vida política i social de la comunitat musulmana sota el lideratge de Mahoma. Per als islamistes, la sola implementació de la Xara no pot qualificar a un Estat d'islàmic. Consideren que el cap d'un Estat vertaderament islàmic ha de ser el virtuós Comandant o Príncep dels Fidels (Amīr al-Mū'minīn), escollit conforme els principis islàmics, i totes les institucions han de basar-se en l'Alcorà i la Sunna.
Van sorgir dos moviments de reforma que van influir profundament a l'Afganistan: un al subcontinent indi (el deobandisme) i un altre a l'Aràbia Saudita (wahhabisme). Ambdós moviments es poden descriure com moviments fonamentalistes i, més exactament, corresponents al fonamentalisme de la madrassa. Difereixen entre si particularment en la manera de veure el sufisme i això té clares implicacions en la preponderància d'un respecte l'altre, tenint en compte que l'Afganistan és un país on el sufisme, en les seves múltiples formes, és especialment penetrant i generalitzat.

#### Deobandisme

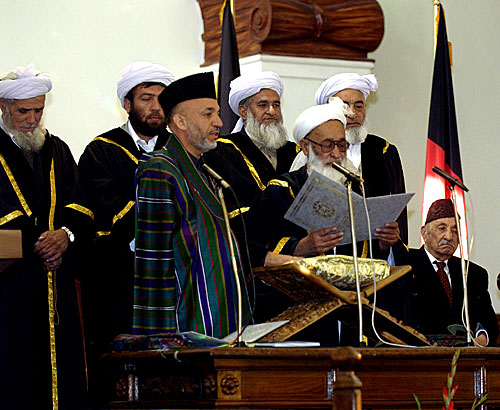
Presa de possessió del president Hamed Karzai el 7 de desembre del 2004

Aḥmad Sirhindi (1564 – 1624), sufí de l'orde dels Naqxbandi i ulema nascut a l'Índia, va iniciar un moviment que aspirava a purificar l'Islam de la influència hindú per tornar a les seves fonts bàsiques (l'Alcorà i la Sunna), però mantenint la integritat de la seva dimensió espiritual. Així, ell va ser capaç de formular una variant de sufisme que podia coexistir amb l'Islam textual dels ulemes per situar-la sota la protecció de la xaria. Va remarcar que la veritat (ḥaqīqa) pot tractar-se tan sols de la veritat de la Xara, i que l'experimentació d'una ascensió individual a Déu és l'habilitat d'aquesta persona per tornar al món, actuar i lluitar dins la societat. Va aconsellar que si els ensenyaments sufís contradiuen els estrictes ensenyaments de l'Islam ortodox, aquests mestres sufís no haurien de ser escoltats. Mentre que històricament els sufís Naqxbandi eren solitaris, Aḥmad Sirhindi va accentuar la importància d'una forta relació entre el pir-ulema i els cercles polítics, considerant que el governant era fonamental per orientar els musulmans en el camí recte. Els ensenyaments de Sirhindi eren la reacció d'un ulema ortodox i un xeic Naqxbandi a les pràctiques sincrètiques dutes a terme en l'Índia del moment. Una branca de la seva família, els mujaddís assentats a Kabul en el segle xix, i l'orde Naqxbandi han esdevingut l'orde sufí predominant a l'Afganistan.
Xāh Waliullāh (1703 – 1762), també un indi sufí i ulema, va ser el continuador del treball de Sirhindi. Després d'embarcar-se en la peregrinació a la Meca, es va unir als cercles d'estudi de Medina sota el lideratge del xeic Muḥammad Hayat as-Sindi, qui també va ser mestre de Muḥammad ibn ‘Abd al-Wahhāb. En la seva tornada a l'Índia, ell va emfatitzar la unitat cada cop més i va intentar reconciliar les diferències entre els fundadors de les quatre escoles de fiqh. Va mantenir que la veritat no és dintre dels límits d'una escola i, amb aquest objectiu, va posar èmfasi en la importància de la ijtihād (interpretació a través del raonament individual) de les fonts úniques i eternament vertaderes, l'Alcorà i la Sunna. Xāh Waliullāh també va buscar el pont que dividia els sunnites i els xiïtes per reorientar les seves diferències dins dels amplis límits de l'Islam. A vegades, amb el seu apropament al fonamentalisme semblava excloure el sufisme, però considerava que el sufisme podia reubicar-se i, de fet, que encara oferia un camí per experimentar allò diví. Això demostra la popularitat del sufisme en la regió i la dificultat que els ulemes reformistes van experimentar en els seus intents de debilitar la seva influència en el subcontinent indi.
Un grup d'ulemes de l'Índia, reclamant l'autoritat de Xāh Waliullāh, van fundar una madrassa a la ciutat de Deoband l'any 1867. No obstant això, aquesta escola no va purgar la influència del sufisme de totes les escoles de fiqh en favor de l'ensenyament únic de l'Alcorà i la Sunna, però en canvi va mantenir una estricta ortodòxia en conformitat amb el fiqh hanefita i la teologia (obres d'Abū al-Ḥasan al-Ax`arī). A mesura que es rebutjava el culte als sants sovint detectat en el morabitisme, i associats amb les pràctiques puritanes dels Barelvis, l'escola de Deoband va acceptar la pràctica del sufisme purgant-lo d'elements no ortodoxos, i diversos mestres es van associar amb les ordes Naqxbandi o Qadiri. En aquest fet es veu la influència duradora del sufisme i dels hanefites en el subcontinent indi. Els milers de madrasses que van sorgir posteriorment i es van denominar a si mateixes Deobandi (Dīwbandī) no estan necessàriament vinculades formalment a l'escola original de Deoband, però inequívocament comparteixen la mateixa orientació doctrinal.
A causa de l'escassetat d'una xarxa prestigiosa de madrasses a l'Afganistan, molts ulemes afganesos són producte del sistema de madrasses de Deoband, influenciat per Aḥmad Sirhindi i Xāh Waliullāh. Des de 1920, quan estudiar a l'escola de Deoband estava prohibit, alguns estudiosos afganesos ambiciosos van començar a buscar la seva educació religiosa en la conservadora Universitat al-Azhar d'Egipte. En la dècada de 1940, la competició en el sistema privat de madrasses de l'Afganistan va desembocar en una forma de madrasses públiques. Més endavant, els islamistes i els wahhabites també van començar a establir xarxes de madrasses al país.

##### Wahhabisme

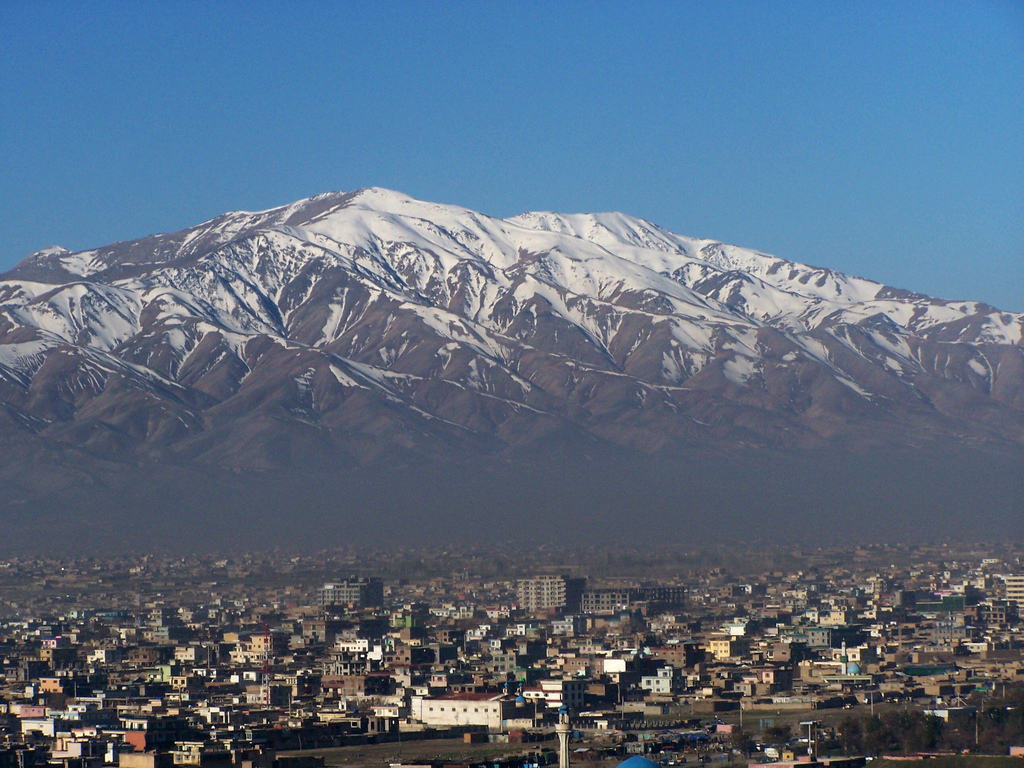
Muntanyes nevades al voltant de Kabul

Muḥammad ibn ‘Abd al-Wahhāb (1703 – 1792) va ser contemporani a Xāh Waliullāh. Els seus escrits critiquen les creences i els costums dels Najdis a la Península Aràbiga, on les relacions socials s'organitzen basant-se en un codi de costums i parts de la llei islàmica estan fusionades amb les tradicions locals. De la mateixa manera que Xāh Waliullāh, ell era partidari d'una major influència dels ulemes ortodoxos. Així mateix, va ser després de la seva estada a Medina que va començar a articular la seva oposició a tots aquells aspectes que no considerava islàmics en la vida musulmana. També va viatjar a Bàssora, on hi trobà una població mixta de sunnites i xiïtes de la qual es va mostrar en contra i la va desacreditar. Això va provocar la seva expulsió de la ciutat pels ulemes locals. La seva principal preocupació, a diferència de Xāh Waliullāh, va ser la puresa en comptes de la unitat.
Muḥammad ibn ‘Abd al-Wahhāb va analitzar la societat en termes religiosos, i de cap manera va donar suport a una reestructuració social seguint les línies polítiques. El seu treball es va basar exclusivament en el contingut de l'Alcorà i la Sunna, i no va donar cap paper a la metodologia establerta que derivava del fiqh. No obstant això, després que el wahhabisme esdevingués la fundació de l'estat saudita, aquest va estar cada cop més relacionat amb l'escola hanbalita de fiqh.
Xāh Waliullāh i Muḥammad ibn ‘Abd al-Wahhāb van donar la primacia als texts sagrats, fent ambdues reformes fonamentalistes. Tot i així, el wahhabisme es distingeix pel seu caràcter purità reflectit en el seu refús absolut del sufisme i en l'hostilitat al xiisme. El wahhabisme ha influït a Àsia central des del 1912, any en què el medinès Sayid Xā`rī Muḥammad va encapçalar la creació de cèl·lules wahhabites a Taixkent i a la vall de Fergana. En la dècada de 1950, els wahhabites van començar a establir madrasses en la frontera nord-oest del Pakistan, on molts afganesos van rebre educació. El wahhabisme també va inspirar a les províncies de l'est de Kabul des de la dècada de 1950 en endavant. Tot i que encara és relativament petit, un grup wahhabita es va desenvolupar encara més després que les armes i el diner saudita comencessin a fluir en la regió en la dècada de 1980.

### Xiisme

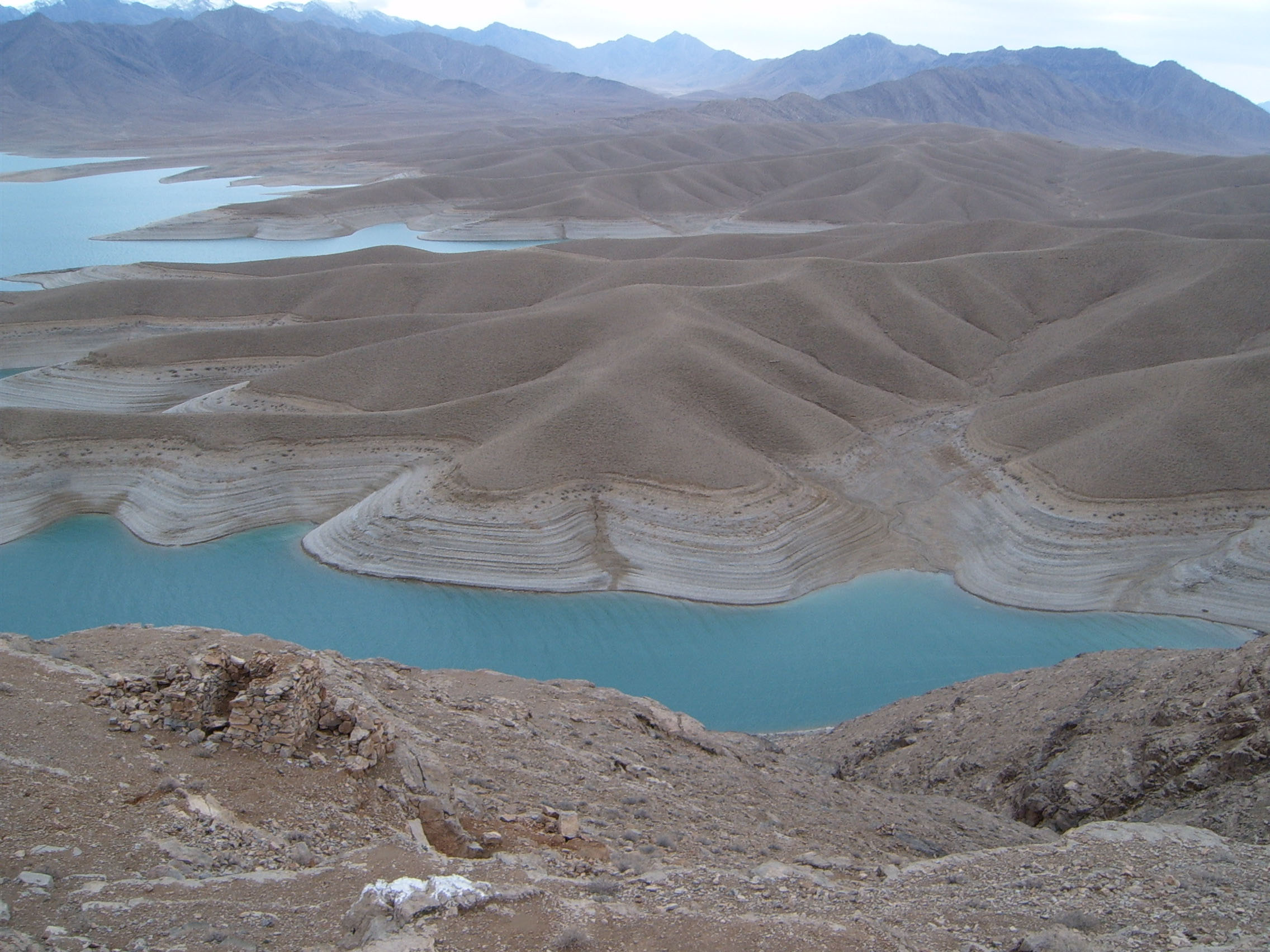
Paisatge de la província de Helmand

El desenvolupament del xiisme té els seus orígens en el segle vii, quan els musulmans estaven enfrontats a causa del problema successori després de la mort del profeta Mahoma. Abū Bakr va sorgir com a segon líder de la comunitat musulmana tot i que els partidaris de ‘Alī ibn Abī Ṭālib (xi`at ‘Alī), cosí del Profeta i casat amb la seva filla Fàtima, van donar suport a aquest últim com el legítim successor. Els xiïtes, llavors, van veure als descendents d'Alí com els legítims líders (imams) de la comunitat musulmana. Els xiïtes i els sunnites també discrepen respecte a la dimensió religiosa del lideratge: els sunnites insisteixen que el líder de la comunitat no posseeix el poder diví, mentre que els xiïtes creuen que els imams estan imbuïts amb la infal·libilitat i els consideren els guies mitjançant els quals Al·là dona l'orientació necessària a la comunitat. Mentre que la disputa a causa de la successió és el factor històric determinant de la divisió, els xiïtes van desenvolupar posteriorment la seva pròpia obra teològica i legal i van dividir-se en el seu si en nombroses branques sectàries.
Els xiïtes, que constitueixen aproximadament el 15-20% de la població afganesa, es componen principalment de les ètnies Hazāra i Qizilbāix. En el nivell de l'Islam popular, hi ha molts conceptes i rituals comuns entre els sunnites i els xiïtes i, d'altra banda, les diferències entre els mul·làs xiïtes i els sunnites són difícils de determinar. No obstant això, els ulemes xiïtes estan educats a Qom (Iran) o a Najaf (Iraq) i cadascun està instruït per un mujtahid.
És important reconèixer la presència xiïta a l'Afganistan, ja que el xiisme va experimentar un procés de politització similar als sunnites islamistes.

### Panislamisme
La unitat de tota la comunitat musulmana (l'umma) és per a molts musulmans, i particularment per als ulemes, un fet que no guarda relació amb la realitat política. L'expressió política del panislamisme va ser una resposta a l'expansió colonial en el món musulmà i va estar articulada per les doctrines de Sayid Jamāl-ad-Dīn al-Afḡānī (1838 – 1897), qui va passar la seva vida viatjant i propagant un panislamisme antiimperialista arreu del món musulmà.
El panislamisme d'al-Afḡānī va representar una ideologia unificadora que mobilitzaria els creients per resistir les forces colonials. La força d'Occident es va veure en proporció amb la decadència de les societats musulmanes. Era necessària una reactivació i una purificació, i tornar a la Xara era un imperatiu concomitant. Al-Afḡānī creia que els països musulmans no necessitaven les lleis occidentals per tractar un nou fenomen, i va oposar-se a l'adopció de corts europees i codis legals. Així, ell va advocar per resistir a la invasió i va intentar de mobilitzar als musulmans amb el coneixement de què la seva religió era suficient per tractar qualsevol situació nova. Era essencial per a aquest pensament el concepte d'una califat universal per aplicar la Xara. Per aquesta raó, el panislamisme rebutja el nacionalisme, considerant-lo divisor. El panislamisme com a expressió política és en molts sentits el precursor dels moviments islamistes. La principal diferència és que el panislamisme està necessàriament en contradicció amb el nacionalisme, un entramat on actuen els islamistes, encara que de vegades amb poc entusiasme.
A pesar que al-Afḡānī va passar gran part de la seva vida a l'Afganistan, el panislamisme en el seu sentit més estricte no va arrelar en aquest país; en certa manera, el sentiment panislàmic sovint va ser manipulat pels governants afganesos en l'àmbit de la política exterior. D'aquesta manera, l'Islam no només pot ser emprat per consolidar un Estat naixent, com ho va fer el governant ‘Abdur Raḥmān en les darreries del segle xix, sinó que també pot ser emprat per donar suport a les iniciatives de la política exterior en nom de la solidaritat musulmana. Aquestes iniciatives inclouen campanyes de conquesta i també ajuda militar als musulmans d'altres nacions involucrats en un conflicte contra un enemic no musulmà. Aquest tipus de polítiques van continuar durant en el regnat del successor de ‘Abdur Raḥmān, el seu fill Ḥabībullā, qui va ser aconsellat pel reformista afganès Maḥmūd Bīg Ṭarzī (1865 – 1933). Ṭarzī s'havia familiaritzat amb les idees panislamistes durant un breu període d'exili a Damasc; se sentia molt atret amb els arguments panislamistes per a modernitzar el país, i no advocava per un califat islàmic.

### El moviment islàmic

#### El naixement del moviment islàmic a l'Afganistan
El moviment islamista a l'Afganistan va sorgir al final de la dècada de 1950 en els cercles intel·lectuals de la Universitat de Kabul. Inicialment va tenir el suport del Dr. Ḡulām Muḥammad Niyāzi, degà de la facultat de ciències religioses, després del seu retorn d'Egipte. Cal esmentar que el moviment islamista a l'Afganistan s'inspira en la Societat dels Germans Musulmans a Egipte, més que dels islamistes del Pakistan, encara que també pot detectar-se la seva influència. Això és degut principalment perquè molts dels professors que van començar el moviment a l'Afganistan, com Niyāzi, van ser educats a Egipte.
Un grup de professors liderat per Burhānu ad-Dīn Rabbānī, anomenat Jamī`at al-Islāmī (Organització Islàmica), va centrar-se en l'activitat cultural dins del cos estudiantil. Van començar a traduir les obres d'islamistes estrangers i a introduir l'Islam polític com una ideologia moderna. Entre aquestes obres hi havia Islam and social justice, Milestones i parts de In the shade of the Quran, treballs de Sayid Quṭb. Les obres de Mawdūdī també va ser molt llegides, però la seva influència només va augmentar després que nombrosos islamistes afganesos s'exiliessin al Pakistan al final de la dècada de 1970.
De l'any 1965 al 1972, el campus universitari va ser l'escenari d'un fervent activisme polític. S'ha de destacar que el Partit Comunista de l'Afganistan va ser fundat l'any 1965, després de l'alliberament que va estar seguit de la promulgació de la constitució de 1964. Durant aquest temps, va desenvolupar-se la branca estudiantil més radical del moviment islamista i va esdevenir progressivament més activa. Aquest moviment, anomenat Sāzmāni Jawānāni Musulmān (Organització de Joves Musulmans) i liderat per Gulbuddīn Ḥikmatyār (un estudiant d'enginyeria), va demostrar freqüentment la seva oposició a la classe dirigent de l'Afganistan, culpabilitzant al rei Muḥammad Ẓāhir Xāh i al seu cosí i primer ministre Muḥammad Dāwud Ḫān, i protestant la permissivitat de la influència estrangera en els afers de l'Afganistan. L'Organització de Joves Musulmans es va oposar fortament als comunistes, que van superar en nombre als islamistes en el campus fins a l'any 1970, any en què els islamistes van obtenir la majoria en les eleccions estudiantils.
L'any 1975, membres de l'Organització de Joves Musulmans van intentar organitzar un aixecament popular contra el règim, però l'escassa coordinació del moviment només va donar lloc a la repressió del govern. Els diferents punts de vista en l'estratègia va donar lloc a un enfrontament entre la Jamī`at al-Islāmī i l'Organització de Joves Musulmans. Després del fracassat aixecament, els supervivents del moviment islàmic van exiliar-se a Peshawar.

#### Limitacions al creixement de l'islamisme
La confrontació amb Occident a través de projectes colonials en el món musulmà va generar el clima adient per al sorgiment de l'islamisme. L'Afganistan, que mai va ser una colònia ni un protectorat, no va ser objecte d'una interacció tan intensa amb Occident com ho van fer Egipte i el Pakistan. Fins a la invasió soviètica de l'any 1979, l'Islam en l'Afganistan no es va considerar amenaçat des de l'exterior. Això denota la diferència clau entre el moviment islamista a l'Afganistan i a qualsevol altra part del món musulmà. És per aquesta raó que nosaltres veiem el sorgiment d'un moviment islamista que surt d'un espai limitat on l'occidentalització va ser més penetrant: la Universitat de Kabul. I aquí, els reclutes islamistes, com els seus homòlegs a qualsevol altre lloc del món musulmà, provenen fonamentalment del sistema educatiu governamental.
A més, aquest escenari d'orient més aïllat contra la confrontació occidental també explica per què a l'Afganistan l'islamisme no va desenvolupar una àmplia base de suport social que sí que es va produir a Egipte, per exemple. A l'Afganistan, on la confrontació interna entre el capital i el camp ha estat el tema històric més tens, la població ha estat més preocupada de resistir l'Estat que de les ideologies estrangeres.
Des de la fi dels anys 1950, el moviment islamista va ser incapaç de mobilitzar cap suport popular digne de destacar. El gran nombre de joves pobres urbans estaven desapareguts des d'aquesta equació islamista. L'Afganistan no experimentava els massius canvis demogràfics que es produïen a qualsevol altre lloc del món musulmà. No s'havia produït cap migració missiva del camp a la ciutat en els anys anteriors. En el campus universitari, això no obstant, un petit grup d'islamistes es va entremesclar diàriament amb els comunistes, als quals s'oposaven contundentment. L'Islam, mitjançant la formulació de l'islamisme, va convertir-se en l'antídot ideològic del comunisme.
Poc abans de la invasió soviètica, això no obstant, la major part de la població estava cada cop més agitada per les reformes iniciades pel govern marxista l'any 1978. Per primera vegada, les àrees rurals que integraven la major part de la població afganesa estaven confrontades amb les idees estrangeres. L'enfrontament directe amb el susceptible sector rural va donar lloc a una revolta iniciada primerament a Nuristan i seguida per les àrees uzbekes, tadjiks i paixtus de l'Afganistan. Aquest aixecament va impulsar la invasió soviètica del mes de desembre de 1979.
El punt d'inflexió per als islamistes va ser la invasió soviètica. Els islamistes, exiliats al Pakistan des del 1975, van formar improvisats grups jihadistes (mujāhidīn) per canalitzar la resistència. La crida a la jihād va tenir el paper clau a l'hora d'organitzar el suport per als islamistes. Si el moviment islamista hagués estat absent en aquesta confrontació, no hauria estat capaç d'influir a la societat afgana en general.

#### Importància de l'estructura social tradicional i de les identitats tribals
L'Afganistan té una societat molt segmentada, dividida en línies ètniques i tribals. Al mateix temps, és una societat integrada quasi exclusivament per musulmans. Els afganesos de totes les ètnies reconeixen la necessitat de defensar la comunitat dels creients contra l'infidel. Quan es convoca la jihād per fer front a una amenaça, s'incrementa l'autoritat de les figures religioses, a expenses del kan, el líder tradicional de la comunitat i terratinent que té l'autoritat secular. En termes de la solidaritat musulmana respecte a la solidaritat tribal, és millor que el kan pacti amb l'enemic que reconeixerà el seu estatus social en lloc de vèncer la jihād i perdre la seva identitat dins de la tribu. Això explica l'absència d'un kan al cap de qualsevol grup mujāhidīn. Històricament, una amenaça externa dona a l'Islam el poder sobre la solidaritat tribal, però la societat tradicional i el seu lideratge sorgeixen de nou. És un procés que s'ha repetit cada vegada: les estructures tradicionals estan subordinades a les funcions religioses durant un temps i després reprenen el seu ordre legítim.
La jihād defensiva és un tema conegut a l'Afganistan. No obstant això, els islamistes han aspirat a restablir el concepte de la jihād ofensiva com a estratègia política. Tot i que els islamistes van invocar termes islàmics en cada etapa de la jihād afganesa, el discurs popular va demostrar en molts casos els elements perdurables de la identitat tribal. Per exemple, mentre els islamistes fan referència a l'exili com hijrā (hègira), rememorant els fets del Profeta quan va emigrar de la Meca a Medina per consolidar la comunitat, molts sectors tribals entenen la seva estada al Pakistan en conceptes tribals com milmastīya (hospitalitat), nanawātīya (refugi) o panā (asil), obligacions que imposen als seus germans tribals. Els islamistes poden recórrer a la identitat tribal tan bon punt com se superposi amb la identitat religiosa, però hi ha elements de l'estructura tribal i la identitat que constitueixen una font de tensió contínua.
La naturalesa de la relació entre els islamistes i els ulemes durant la jihād no resulta òbvia ni automàtica. Hom podria esperar que la relació entre ambdós fos de cooperació. Després de tot, els ulemes també donen suport a l'aplicació de la Xara i no competeixen pel poder polític. Una aliança amb els ulemes només podria ajudar els islamistes en la seva cursa al poder. Aquesta va ser l'actitud adoptada per molts islamistes, especialment la d'aquells que formaven part de la Jamī`at al-Islāmī liderada per Burhānu ad-Dīn Rabbānī. No obstant això, l'Organització de Joves Musulmans de Gulbuddīn Ḥikmatyār no compartia aquesta visió. Per als creixents islamistes revolucionaris, els ulemes estaven massa a prop de la classe dirigent. A més, els ulemes tenien les seves pròpies opinions respecte als islamistes. En alguns casos, els ulemes eren obedients als membres de la Jamī`at al-Islāmī i de l'Organització de Joves Musulmans (encara que comprensiblement amb menys freqüència). No obstant això, en la seva major part, els ulemes es van angustiar pel creixent radicalisme del moviment islamista i van mantenir les distàncies.
Quant als afganesos sufís, aquells per als quals la influència de l'escola de Deoband va ser més forta, no era d'estranyar que tinguessin les portes obertes a la plataforma islamista. Aquests incloïen el pir de Naqxbandi de la regió de Kabul, on molts Naqxbandi eren membres del moviment islàmic. L'actitud dels islamistes vers els sufís va variar: en la seva major part, van condemnar el sufisme com una tergiversació de l'Islam, però alguns van ser més comprensius retent homenatge als passats pirs mentre condemnaven la generació actual.

## Cultura
La joieria d'or i argent, catifes d'estil persa i una gran varietat de diversos productes de pell s'hi fan de forma artesanal.
La música es manifesta en cants, balades i balls populars tradicionals. L'attan és el ball tradicional més característic i es realitza en un gran cercle amb els dansaires tocant de mans i movent àgilment els peus al compàs de la música.
Temps enrere hi havia ruïnes, construccions arquitectòniques i altres peces artístiques de gran valor. Tanmateix, la turbulenta història recent del país ha fet que moltes obres d'art del passat s'hagin perdut. Així, per exemple, el març de 2001, els talibans van destruir les dues estàtues gegantines de Buda excavades en roca a Bamian fa 1.500 anys.
Els esports populars inclouen el pol, el ghosai (un esport d'equip similar a la lluita) i el buzkashi (un joc que es practica a cavall i en què s'utilitza un animal mort, generalment una cabra, en comptes d'una pilota).